# Resolució 139 del Consell de Seguretat de les Nacions Unides
La Resolució 139 del Consell de Seguretat de les Nacions Unides, aprovada per unanimitat el 28 de juny de 1960, després d'examinar l'aplicació de la Federació de Mali per a ser membre de les Nacions Unides, el Consell va recomanar a l'Assemblea general que la Federació de Mali fos admesa.
Després del trencament de la Federació el 20 d'agost de 1960, tots dos membres, Senegal i Mali han estat admesos com a Membres de les Nacions Unides en virtut de les resolucions 158 i 159 respectivament.